# دوميترو ستويكا
دوميترو ستويكا (بالرومانية: Dumitru Stoica)‏ هو لاعب كرة الصالات ‏ ولاعب كرة قدم روماني، ولد في 30 سبتمبر 1981 في رومانيا. شارك مع منتخب رومانيا لكرة الصالات. أما مع النوادي، فقد لعب مع City'US Târgu Mureș ‏.

## وصلات خارجية
- دوميترو ستويكا على موقع الاتحاد الأوربي (الإنجليزية)